# Étienne de Poissy
Étienne de Poissy (Vitry-sur-Seine, 1320/1330 – Avignone, 16 ottobre 1373) è stato un cardinale e vescovo cattolico francese.

## Biografia
Nacque nelle vicinanze di Parigi, forse a Vitry-sur-Seine oppure a Poissy, probabilmente tra il 1320 ed il 1330.
Papa Urbano V lo elevò al rango di cardinale nel concistoro del 22 settembre 1368.
Morì il 16 ottobre 1373 ad Avignone.

## Genealogia episcopale
La genealogia episcopale è:
- Arcivescovo Guillaume de Melun
- Cardinale Étienne de Poissy